# Daniel Norl
Daniel Alexander Norl (* 7. März 1995 in Würzburg) ist ein US-amerikanisch-deutscher Basketballspieler.

## Laufbahn
Der Sohn einer Deutschen und eines US-Amerikaners kam in Würzburg zur Welt und wuchs im US-Bundesstaat Tennessee auf. Als Schüler lief er für die Basketballmannschaft der in der Stadt Clarksville gelegenen Kenwood High School auf. 2014 wechselte der auf den Spielpositionen eins und zwei einsetzbare Norl an die Eastern Kentucky University in die erste NCAA-Division. Dort kam er im Spieljahr 2014/15 lediglich auf elf Einsätze und 1,1 Punkte im Durchschnitt. Norl setzte seine Karriere in der Saison 2015/16 am Mineral Area College (Bundesstaat Missouri) fort, stand dort in 31 Spielen auf dem Feld und erreichte dabei Mittelwerte von 10,6 Punkten, 3,1 Rebounds und 2 Korbvorlagen. Zur Saison 2016/17 vollzog er einen erneuten Hochschulwechsel und war fortan für die Mannschaft der University of Nebraska Omaha und somit wieder in der ersten Division der NCAA im Einsatz. In seinem zweiten Jahr in Nebraska gelang ihm der Sprung zum Führungsspieler, als er in seinen sämtlichen 31 Saisoneinsätzen der Anfangsaufstellung angehörte und pro Begegnung im Schnitt 12,8 Punkte erzielte, 3,4 Rebounds einsammelte und 2,5 Korberfolge seiner Nebenmännern vorbereitete. Mit 44 erzielten Dreipunktwürfen bei einer Trefferquote von 35,5 Prozent war er zweitbester Distanzschütze seiner Truppe.
Seinen ersten Vertrag als Berufsbasketballspieler unterzeichnete er beim englischen Erstligisten Cheshire Phoenix. Norl gehörte in der Saison 2018/19 zu den Leistungsträgern der Mannschaft und erzielte in 31 Ligaspielen im Durchschnitt 14,7 Punkte sowie 3,8 Rebounds und 4,6 Korbvorlagen. Letzteres war der Mannschaftshöchstwert. Ende Juni 2019 wurde er vom deutschen Zweitligisten PS Karlsruhe verpflichtet. In der Saison 2019/20 erreichte er in 27 Zweitligaeinsätzen einen Mittelwert von 10,4 Punkten. 2020/21 brachte er es auf 12,1 Punkte je Begegnung und war damit drittbester Korbschütze der Mannschaft. Im Mai 2021 einigte sich Norl mit Karlsruhe auf einen neuen Vertrag, Mitte August 2021 bat er aus persönlichen Gründen um die Trennung.
Norl nahm in der Saison 2021/22 nicht am Wettkampfbetrieb teil, im Sommer 2022 nahm er ein Angebot des deutschen Zweitligisten Eisbären Bremerhaven an. Er erzielte für die Norddeutschen in der Spielzeit 2022/23 im Mittel 10 Punkte je Begegnung. Auch sein folgender Verein, SG ART Giants Düsseldorf, wurde ein Zweitligist. Im Oktober 2023 erlitt Norl eine Fußverletzung, die eine Pause von mehreren Monaten nötig machte. Er bestritt letztlich 19 Zweitliga-Spiele für Düsseldorf, in denen er im Durchschnitt 11,1 Punkte erzielte.
Norl kehrte 2024 nach Bremerhaven zurück. In der Sommerpause 2025 wechselte er innerhalb der 2. Bundesliga zu den Gießen 46ers.